# Національні збори Франції
Націона́льні збо́ри або Націона́льна асамбле́я (фр. Assemblée nationale) французької П'ятої республіки — нижня палата парламенту Франції; його верхня палата — Сенат. Національні збори засідають у Бурбонському палаці, розташованому на лівому березі Сени навпроти площі Згоди. Бурбонський палац збудовано 1728 року; депутати засідають у ньому з 1798 року.
Національні збори складаються з 577 депутатів, що обираються на 5 років у ході прямих загальних виборів, що проходять у два тури. Як і сенатори, депутати Національних зборів виконують подвійну роль: наглядають за діями уряду, звітують перед Асамблеєю в письмовій або усній формі та ухвалюють нові закони.
Президент Національної асамблеї — це звичайно представник лідируючої партії. Йому асистує віце-президент, як правило, представник іншої партії. Термін мандата Національних зборів — 5 років, проте за умов, передбачених конституцією, президент Франції може його розпустити й оголосити дострокові вибори.

## Склад
Парламентські вибори у Франції 2017 року відбулись у два тури, 11 і 18 червня. На них обрано 577 депутатів Національних Зборів Франції.
Найбільшу кількість місць отримала партія президента країни Емманюеля Макрона «Уперед, республіко!» — 308 місць з 577 в нижній палаті Національного зборів. Другою за кількістю отриманих місць стала партія «Республіканці» — 113 мандатів. Союзники Макрона, партія «Демократичний рух», отримали 42 мандати, «Соціалістична партія» — 29, «Союз демократів і незалежних» — 18, «Нескорена Франція» Жана-Люка Меланшона — 17, «Національний фронт Марін Ле Пен» — 8 мандатів.

## Голови Національних зборів Франції
1. Жак Шабан-Дельмас (1958-1969)
2. Ашиль Перетті	(1969-1973)
3. Едгар Фор (1973-1978)
4. Жак Шабан-Дельмас (1978-1981)
5. Луї Мермаз (1981-1986)
6. Жак Шабан-Дельмас (1986-1988)
7. Лоран Фабіус (1988-1992)
8. Анрі Еммануеллі	(1992-1993)
9. Філіпп Сеген (1993-1997)
10. Лоран Фабіус (1997-2000)
11. Раймон Форні (2000-2002)
12. Жан-Луї Дебре	(2002-2007)
13. Патрик Ольє (2007-2007)
14. Бернар Аккойє	(2007-2012)
15. Клод Бартолон (2012-2017)
16. Франсуа де Рюжі (2017-2018)
17. Ришар Ферран (2018-2022)
18. Яель Браун-Піве (з 2022)